# Octobre 1936

## Événements
- Royaume-Uni : Oswald Mosley (BUF) se convertit à l’antisémitisme et déclare la guerre aux Juifs.
- Joachim von Ribbentrop est nommé ambassadeur à Londres.

- 1er octobre : 
  - Dévaluation du franc français de 25 %.
  - Le Pays basque vote son autonomie.
  - Le premier noyau de volontaires appelés à former les Brigades internationales arrive à Alicante.
  - Franco s’autoproclame chef de l’État. Il est reconnu par l’Allemagne, l’Italie et le Portugal.

- 4 octobre : une manifestation de la British Union of Fascists affronte des antifascistes lors de la bataille de Cable Street à Londres.

- 6 octobre : mort à Munich du chef du gouvernement hongrois Gyula Gömbös. Kálmán Darányi lui succède (fin en 1938). Après une brève tentative de dégagement, Darányi est contraint par Hitler d’aligner la politique hongroise sur celle du Reich. Il lance un programme d’un milliard de pengös pour le réarmement de la Hongrie.

- 10 octobre : dissolution des formations paramilitaires en Autriche.

- 12 octobre (Sport automobile) : Coupe Vanderbilt.

- 13 octobre : 
  - liaison ferroviaire par navire transbordeur transmanche entre Paris et Londres.
  - Arrivée en Espagne des premiers chasseur soviétique Polikarpov I-15 destiné aux forces républicaines.

- 14 octobre : arrivée des premiers volontaires des Brigades internationales à Albacete.

- 15 octobre : 
  - les nationalistes s’emparent d’Oviedo.
  - Premier vol du chasseur japonais Nakajima Ki-27.

- 21 octobre : la Pan American inaugure sa ligne régulière entre San Francisco et Manille (Philippines).

- 21 - 24 octobre : rapprochement entre l’Allemagne et l’Italie opéré par Ciano au terme d’une série d’entretiens avec Hitler à Berlin et à Berchtesgaden.

- 23 octobre : l’Union soviétique annonce qu’elle abandonne le principe de la non-intervention.

- 25 octobre : Adolf Hitler et Benito Mussolini annoncent leur alliance.

- 29 octobre (Irak) : le général Bakr Sidqi organise un coup d’État militaire. Nu'ri Sa'id parvient à s’enfuir. Rachid Ali et Yasin al-Hashimi sont exilés. Un gouvernement est formé autour d’Hikmat Sulayman, chef de l’ancienne opposition socialiste avec un programme de lutte contre la corruption, de renforcement de l’armée, de développement de l’enseignement, d’établissement de monopoles économiques, d’augmentation des impôts sur le revenu et l’héritage et la mise en place d’une législation sociale. Il se heurte à la classe dirigeante des grands propriétaires terriens qui exercent des pressions sur le pouvoir. La seule mesure sociale adoptée est la réduction de la durée quotidienne de travail pour les employés. Aux élections des 10 décembre 1936 et 20 février 1937, la société al-Ahali n’obtient que 11 sièges sur 108. Bakr Sidqi critique de plus en plus ouvertement ses alliés socialistes.

## Naissances
- 2 octobre : Fernando Sánchez Dragó, journaliste et écrivain espagnol († 10 avril 2023).
- 3 octobre :
  - Francis Deniau, évêque catholique français, évêque de Nevers († 12 janvier 2014).
  - Arthur Decabooter, coureur cycliste belge († 26 mai 2012).
  - Marie-Louise Dreier, poète vaudoise
  - Steve Reich, compositeur américain.
- 5 octobre : Václav Havel, dramaturge et homme politique tchèque († 18 décembre 2011).
- 8 octobre : Leonid Kouravliov, acteur soviétique et russe († 30 janvier 2022).
- 9 octobre : Nicole Croisille, actrice et chanteuse française († 4 juin 2025).
- 11 octobre : C. Gordon Fullerton, astronaute américain († 21 août 2013).
- 18 octobre : Jaime Lucas Ortega y Alamino, cardinal cubain, archevêque de San Cristobal de la Havane († 26 juillet 2019).
- 24 octobre : Rafael Hernández Colón, personnalité politique portoricain († 2 mai 2020).
- 26 octobre : Òscar Ribas Reig, homme d'État andorran († 18 décembre 2020).
- 28 octobre : Carl Davis, compositeur américain († 3 août 2023).
- 31 octobre : 
  - Nicolas de Jesus Lopez Rodriguez, cardinal dominicain, archevêque de Saint-Dominique.
  - Michael Landon, acteur, réalisateur, producteur, scénariste américain († 1er juillet 1991).

## Décès
- 3 octobre : William Arthur Parks, géologue.
- 10 octobre : « Bombita III » (Manuel Torres Reina), matador espagnol (° 9 octobre 1884).
- 11 octobre : Joseph Jacquemotte, homme politique belge (° 22 avril 1883).
- 21 octobre : William Lakin Turner, peintre anglais (° 25 février 1867).
- 29 octobre : Tobias Crawford Norris, premier ministre du Manitoba.
- 30 octobre : Lorado Taft, sculpteur américain (° 29 avril 1860).
- 31 octobre : Ignacy Daszynski, homme politique polonais (° 26 octobre 1866).